# Bibelou

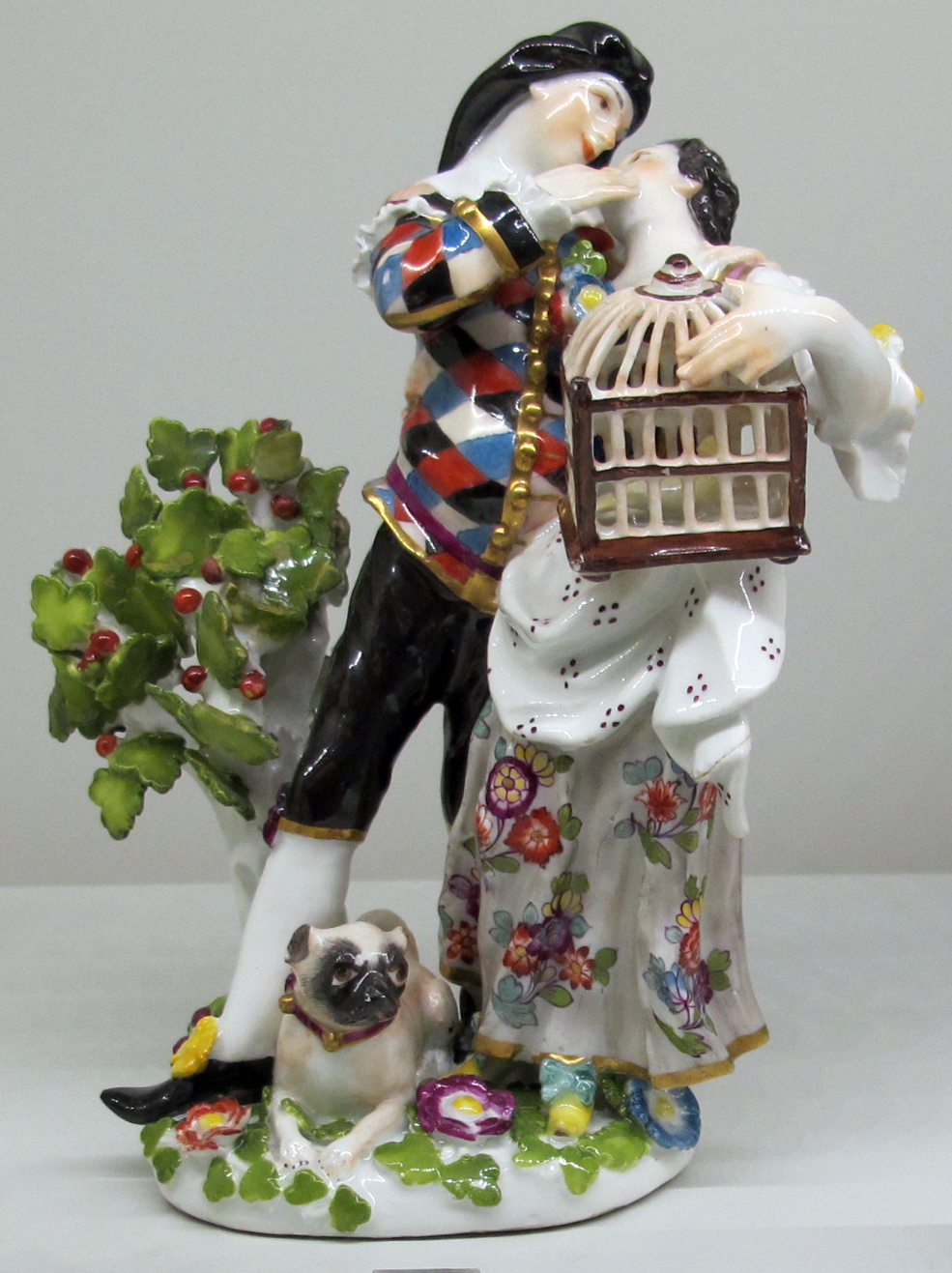
Bibelou fabricat din porțelan de Meissen.

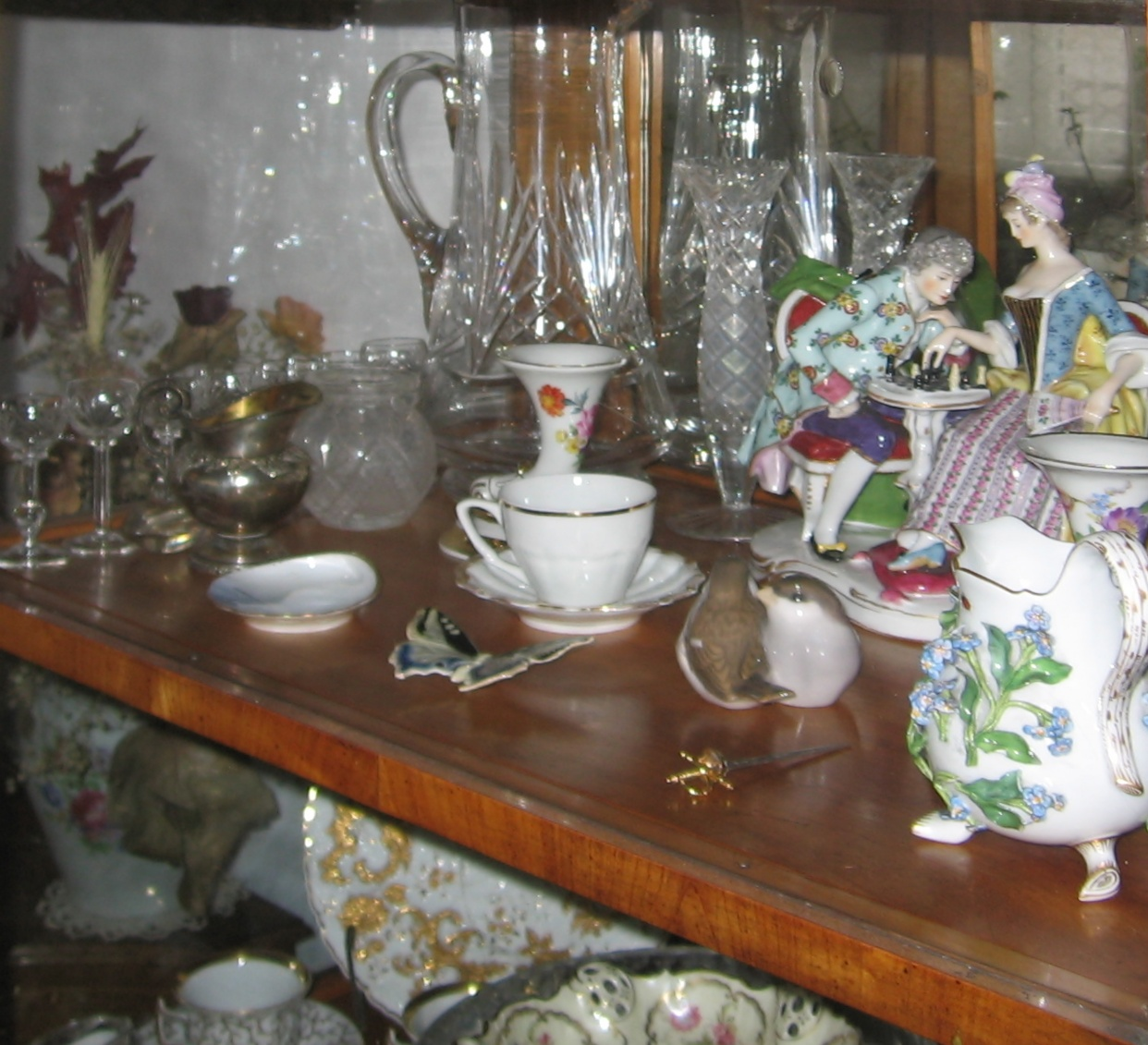
Set de bibelouri.

Bibeloul este un mic obiect decorativ, lipsit de utilitate, fabricat de obicei din porțelan, argint, aur sau alte materiale; el are uneori o valoare artistică. În general, este un produs al cărui rol decorativ prevalează asupra utilității efective. Posesia unor bibelouri valoroase evidențiau, de asemenea, bogăția proprietarilor lor.

## Amplasare
Bibelourile (care includ, de exemplu, statuete din porțelan, cutii, vaze) sunt amplasate pe pervazul ferestrei, pe șeminee, pe dulapuri, pe sertarele unor obiecte de mobilier, în scopuri decorative, adică pentru a înfrumuseța aspectul unei camere. Scopul lor principal este de a provoca interesul vizitatorilor pentru frumusețea sa, rară sau mai puțin obișnuită.

## Etimologie
Cuvântul este împrumutat din limba franceză și provine din cuvântul francez vechi beubelet (datând din secolul al XII-lea și având sensul de ornament, miniatură, fleac sau de bijuterie), care provine de la cuvintele belbel (joc, jucărie), având rădăcina originală în cuvântul bel (frumos).